# Грін-Медоус (Огайо)
Грін-Медоус (англ. Green Meadows) — переписна місцевість (CDP) в США, в окрузі Кларк штату Огайо. Населення — 2373 особи (2020).

## Географія
Грін-Медоус розташований за координатами 39°52′2″ пн. ш. 83°56′43″ зх. д. / 39.86722° пн. ш. 83.94528° зх. д. (39.867219, -83.945303).  За даними Бюро перепису населення США в 2010 році переписна місцевість мала площу 2,07 км², уся площа — суходіл.

## Демографія
Згідно з переписом 2010 року, у переписній місцевості мешкало 2327 осіб у 965 домогосподарствах у складі 674 родин. Густота населення становила 1126 осіб/км².  Було 1024 помешкання (495/км²).
Расовий склад населення:
| - 95,7 % — білих - 1,3 % — азіатів - 0,7 % — чорних або афроамериканців - 0,1 % — корінних американців |

До двох чи більше рас належало 1,9 %. Частка іспаномовних становила 1,8 % від усіх жителів.
За віковим діапазоном населення розподілялося таким чином: 23,8 % — особи молодші 18 років, 58,8 % — особи у віці 18—64 років, 17,4 % — особи у віці 65 років та старші. Медіана віку мешканця становила 40,4 року. На 100 осіб жіночої статі у переписній місцевості припадало 96,2 чоловіків;  на 100 жінок у віці від 18 років та старших — 92,3 чоловіків також старших 18 років.
Середній дохід на одне домашнє господарство  становив 64 624 долари США (медіана — 52 128), а середній дохід на одну сім'ю — 69 967 доларів (медіана — 65 375). Медіана доходів становила 43 710 доларів для чоловіків та 40 106 доларів для жінок. За межею бідності перебувало 3,3 % осіб, у тому числі 7,0 % дітей у віці до 18 років та 0,0 % осіб у віці 65 років та старших.
Цивільне працевлаштоване населення становило 1249 осіб. Основні галузі зайнятості: виробництво — 19,3 %, освіта, охорона здоров'я та соціальна допомога — 18,9 %, науковці, спеціалісти, менеджери — 11,9 %, публічна адміністрація — 9,1 %.